# Faras (Soudan)
Pour les articles homonymes, voir Faras.
Faras, connu aussi sous le nom de Pachoras (en grec : Pakhoras), est un site archéologique de Nubie dans l'actuelle Égypte.
Le site, situé à l’extrême nord du saillant de Wadi Halfa, est entièrement submergé par le lac Nasser depuis les années 1960.
Centre administratif égyptien durant le Nouvel Empire et la Basse époque, puis cité méroïtique, la ville devient la capitale du royaume de Nobatie durant la période chrétienne de la Nubie.

## Histoire du site

### Culture du Groupe A
Les premières traces d'occupation du site apparaissent durant la période prédynastique. Il s'agit d'un cimetière de cent-seize tombes situé à deux kilomètres à l'ouest de la citadelle de Faras. Les sépultures ont été fouillées par l'équipe de Francis Llewellyn Griffith durant les années 1910, les objets collectés permettent de rattacher ce cimetière à la culture du Groupe A (3800-3100 avant notre ère). Parmi les nombreux artefacts découverts : des poteries gravées de facture égyptienne, des poteries de style plus local, quelques objets en cuivre, des bijoux, des perles. Une partie de ces objets est conservée au British Museum, au Metropolitan Museum of Art et au Musée égyptien de Berlin. Proche du cimetière, Griffith découvre les vestiges d'un village datant de la même époque.

### Culture du Groupe C
Plus aucun indice d'occupation humaine n'apparait pendant près de mille ans. Un nouveau cimetière est découvert au sud-ouest de la citadelle de Faras, il occupe une surface 100 × 60 m et est daté de la culture du Groupe C (2400-1550 avant notre ère). Il a malheureusement été pillé durant l'antiquité et peu d'artefacts ne subsistent. Griffith fouille néanmoins deux-cent-quarante-quatre sépultures et y découvre des stèles, quelques bijoux, des scarabées gravés et de nombreuses poteries. Quelques-uns de ces objets sont également visibles au British Museum, au Metropolitan Museum of Art et au Musée égyptien de Berlin.

Coupes découvertes près de Faras - culture du Groupe C - MET et British Museum
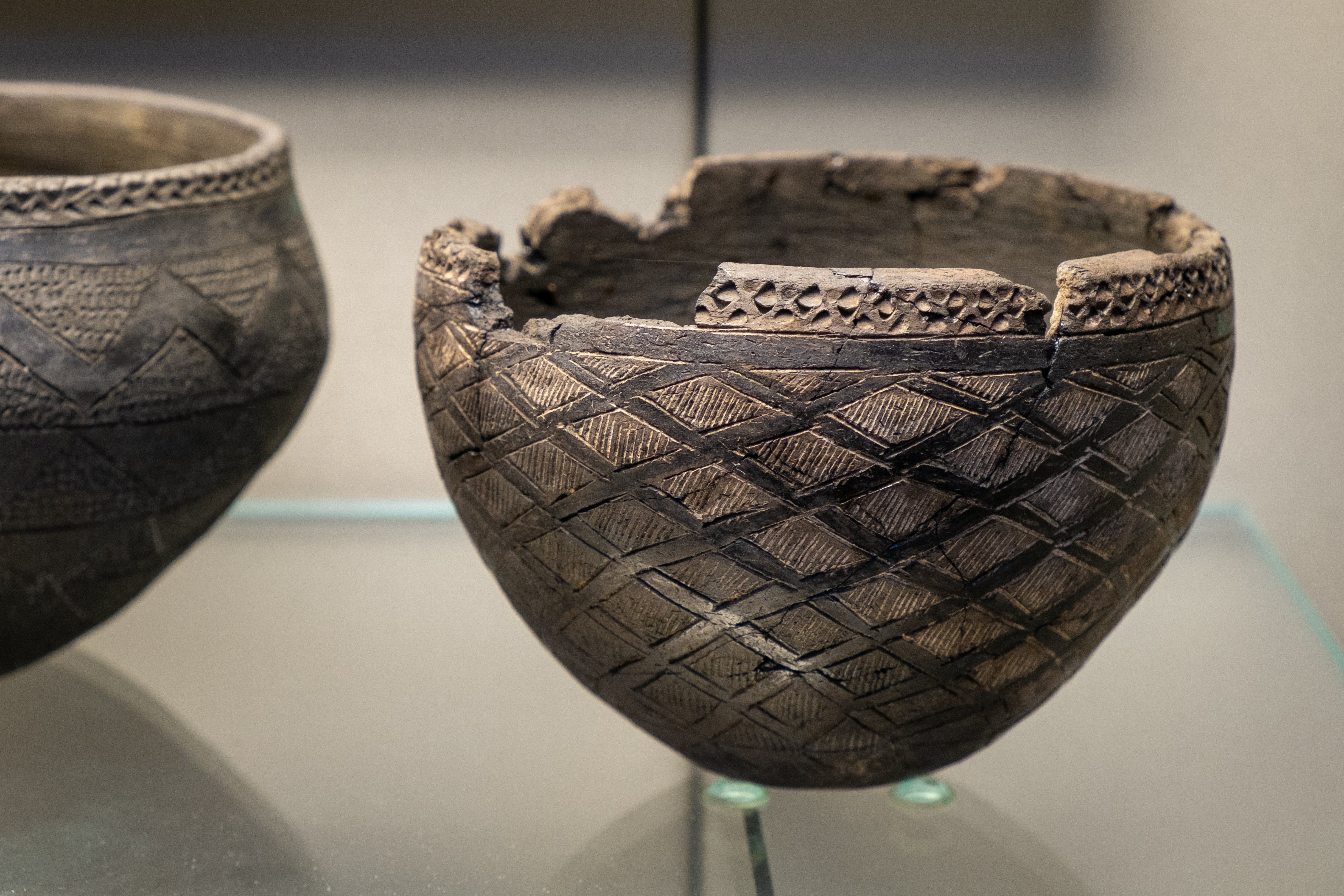
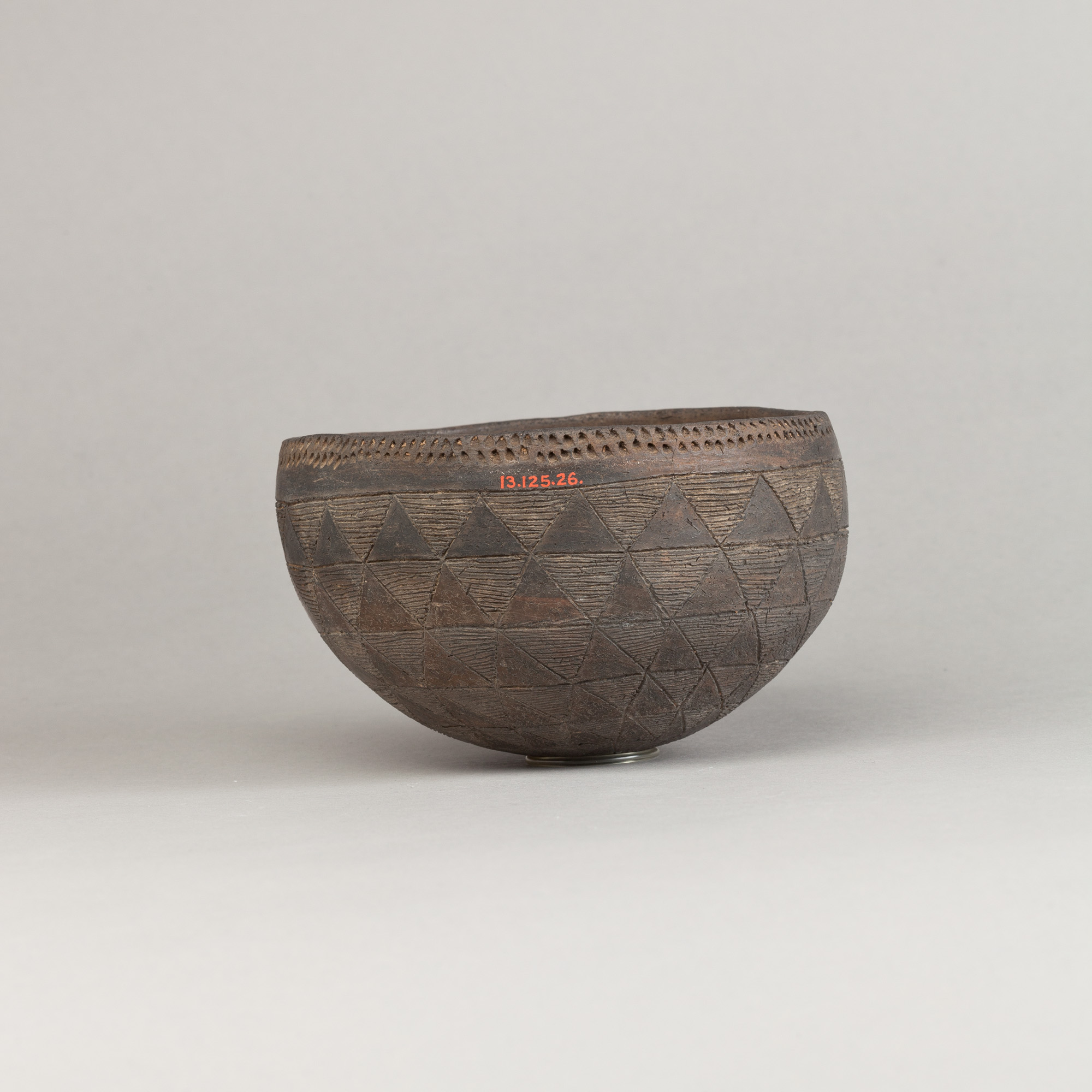

### Forteresse égyptienne du Moyen Empire
Une forteresse égyptienne a été construite sur les contreforts situés à l'ouest de la citadelle de Faras durant le Moyen Empire. Griffith date cette structure du règne de Sésostris III (XIIe dynastie) ainsi que pourrait l'attester une inscription sur le temple d'Hathor situé à proximité. De cette forteresse ne subsistait que des ruines permettant néanmoins d'en restituer le plan. Très peu de vestiges furent découverts dans ce bâtiment, uniquement quelques poteries caractéristiques du Moyen Empire.

### Temples du Nouvel Empire
Quatre temples ont été construits à proximité du Nil durant le Nouvel Empire :
- Temple du rocher d'Hathor reconstruit sur un ancien temple à l'époque de la reine Hatchepsout (XVIIIe dynastie). Deux stèles, une statuette, des poteries toutes de conception égyptienne y furent découvertes. Le temple est dédié à Hathor d'Abesheck. Sous le rocher, une grotte contient des sculptures de Setau, vice-roi de Ramsès II[8].
- Temple de Ramsès II (XIXe dynastie), totalement détruit[9].
- Temple de Thoutmôsis III (XVIIIe dynastie), dédié à la triade Horus de Buhon, Satis et Anoukis. Il n'en reste que de nombreux blocs issus en particulier des architraves, du plafond et des corniches, beaucoup de ces blocs ont été réemployés[10],[11].
- Temple de Toutânkhamon (XVIIIe dynastie), d'une dimension de 56 × 25 m, comportant une cour entourée de colonnes, une salle hypostyle et un sanctuaire. Une sculpture y représente une adoration de Toutânkhamon par Huy, vice roi de Nubie. On y célébrait les cultes d'Hathor, d'Isis, et d'Amon mais surtout celui de Toutânkhamon[12].

Quelques sépultures datant de cette période ont également été fouillées, l'une d'entre elles était accompagnée d'une sculpture, probablement de Toutânkhamon, avec une inscription.

### Période méroïtique

#### Cimetière
Un immense cimetière de l'époque méroïtique s'étendait aux abords du temple de Toutânkhamon. deux-mille sépultures y furent fouillées par l'équipe de Griffith sur les trois-mille (minimum) constituant le cimetière. Ces fouilles permirent de récolter une quantité considérable d'artefacts dont Griffith fait une précise description. Le British Museum, le Metropolitan Museum of Art et le Musée égyptien de Berlin en possèdent un grand nombre, vaisselles en poterie et en bronze, couvercle de miroir, pointes de flèches, très nombreux bijoux en or et argent (pendentifs, bagues), colliers de perles, figurines en ivoire, stèles sculptées, statues. Les tombes les plus riches sont de type mastaba,.

Poteries et plat en bronze découverts dans le cimetière méroitique (Musée égyptien de Berlin, British Museum)
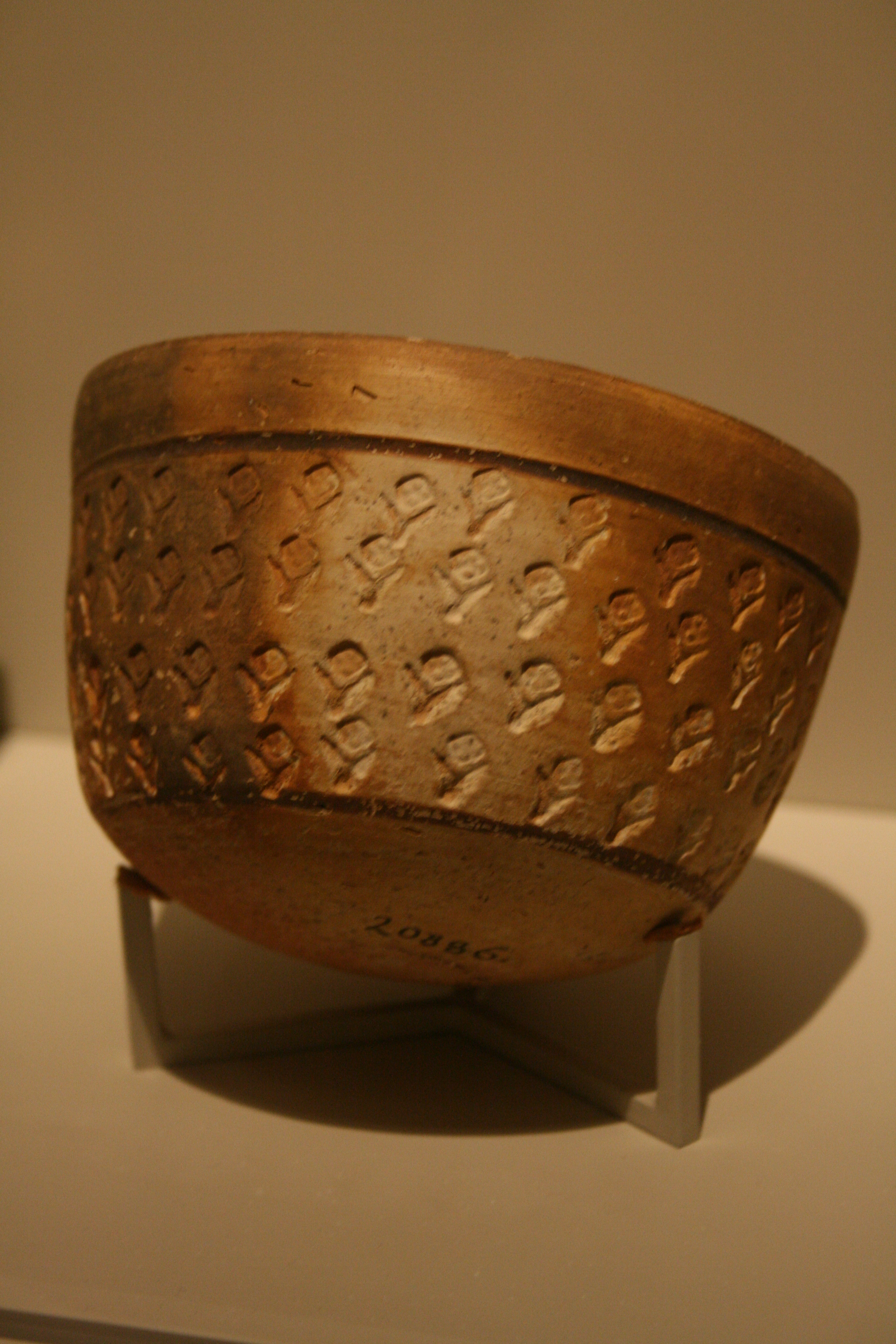
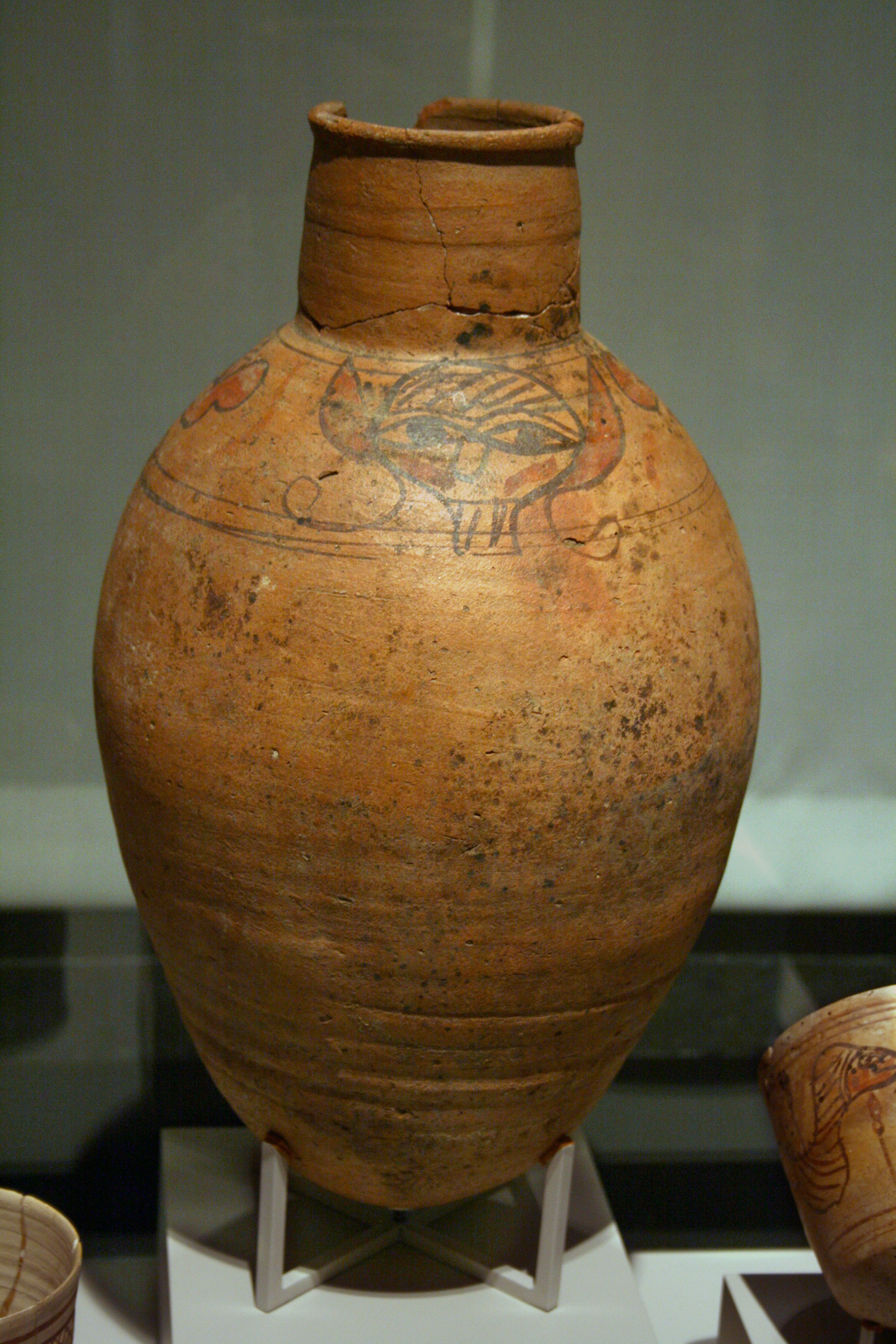
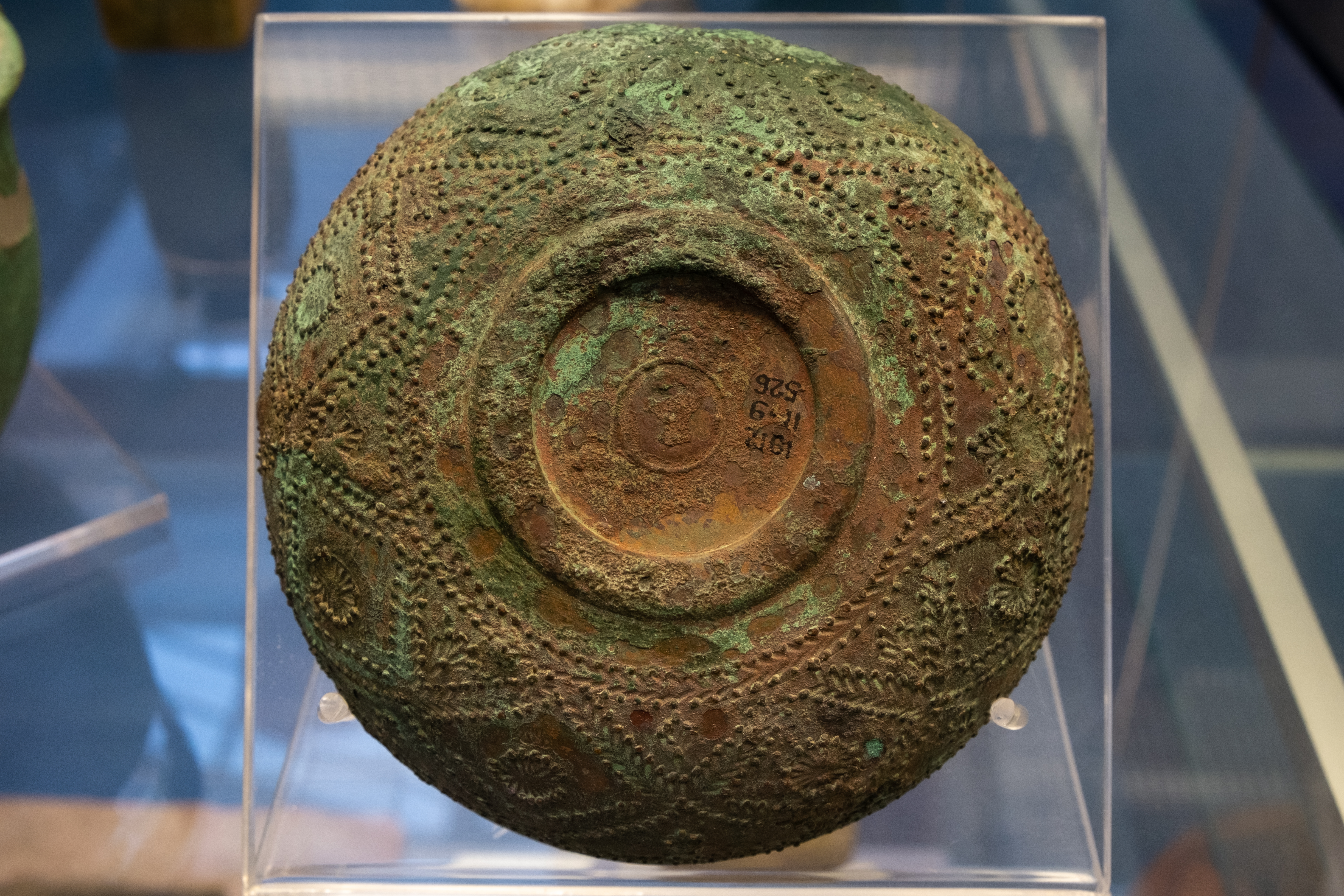
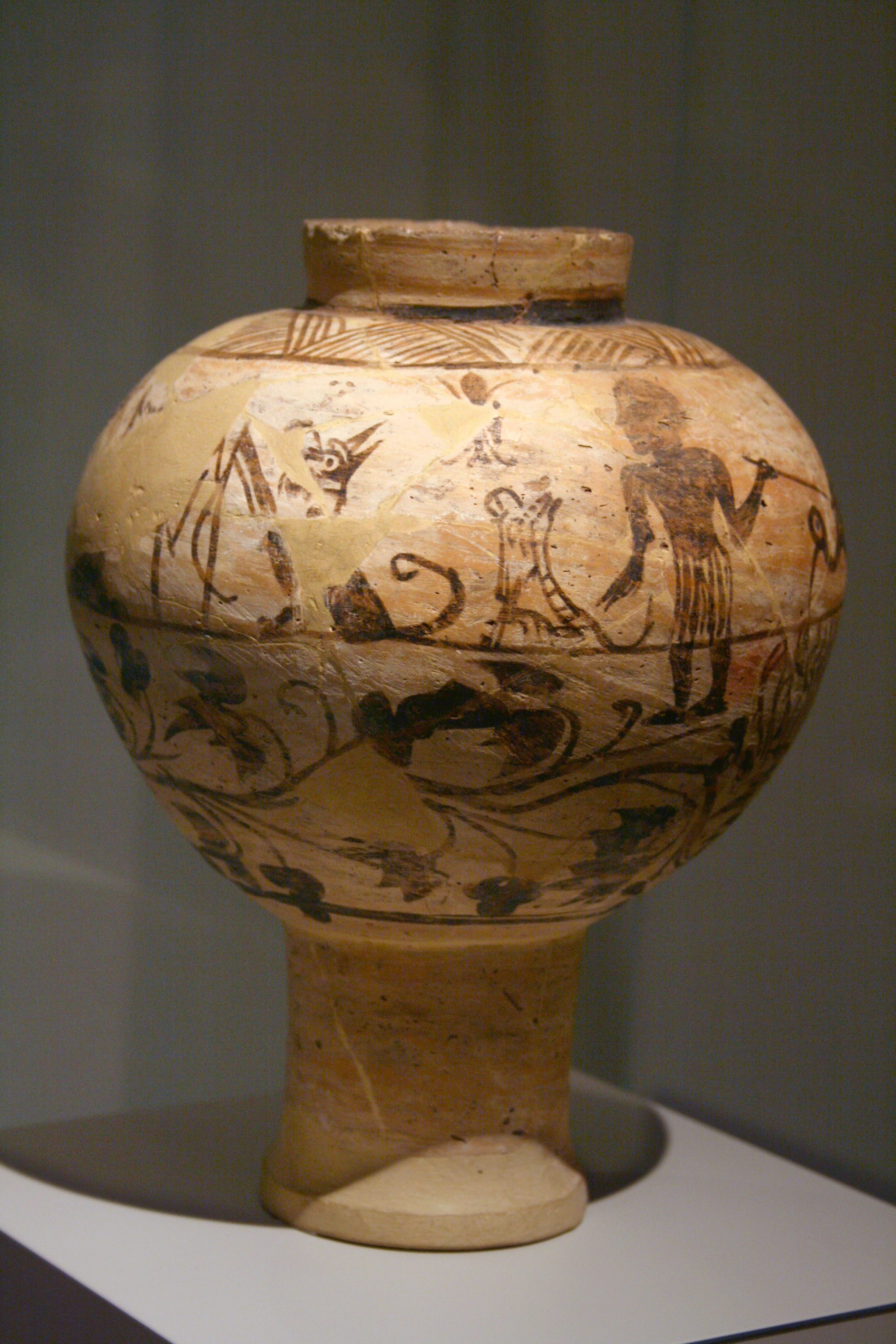
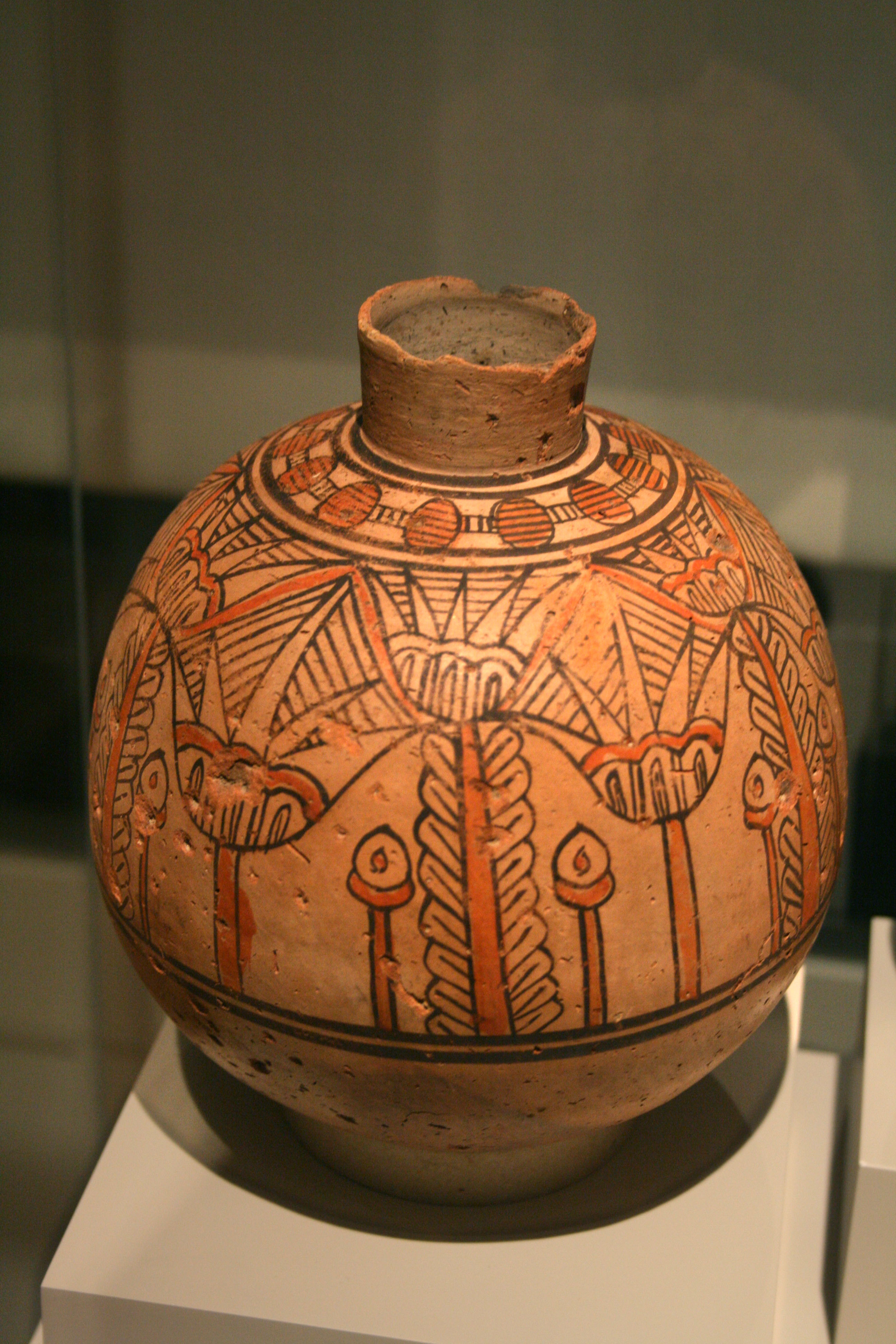

#### Palais
Au Nord-Ouest de la citadelle, un palais méroitique devait héberger le souverain de cette région. Griffith l'a entièrement fouillé et le date du Ier siècle de notre ère. Il occupait un espace de 38 × 36 m et comportait une cour entourée de piliers et d'une série de pièces rectangulaires et un bâtiment central de deux étages. Les fouilles révélèrent, outre de nombreux débris de poterie, différents supports comportant des inscriptions principalement en écriture méroïtique, mais également en grec (ostraca, poteries, papyrus, tablettes en bois, cuirs). 

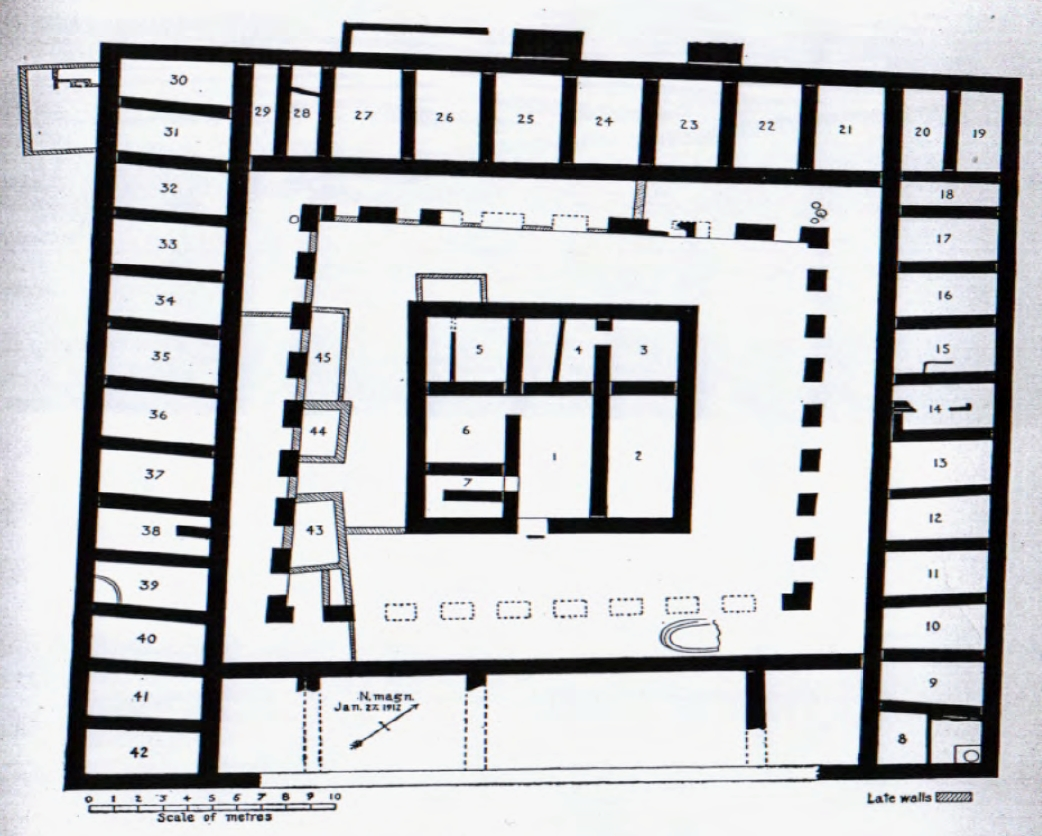
Plan du palais méroitique de Faras selon Griffith (1926)

#### Enceinte fortifiée
La citadelle de Faras était entourée d'une enceinte, de style uniforme, composée de murs de huit à douze mètres de haut, les quatre premiers mètres en pierres de grès, les quatre à huit mètres suivants en briques. L'enceinte forme un vaste quadrilatère de forme irrégulière (côté N : 100 m, côté S : 200 m, côté O : 290 m, côté E : 305 m). Le mur oriental longe le Nil. Une tour d'angle à base carrée occupe chacun des quatre coins de la muraille et des tourelles se répartissent le long des murs Ouest et Sud. Deux portes permettent d'entrer dans la cité, l'une au sud, l'autre à l'ouest. La porte occidentale est ornée de lions sculptés et d'une corniche moulée dans le style égyptien (dernière période méroïtique), cette porte était vraisemblablement surmontée d'une tour. Au centre de l'enceinte fortifiée s'élève, selon Griffith, une citadelle,.

### Période chrétienne
Capitale de la Nobatie, puis résidence de l'éparque, Faras connaît une grande prospérité durant la période chrétienne. La ville semble contenir une grande quantité de maisons d'habitation, un vaste bâtiment qui pourrait être soit une "citadelle" soit un "monastère fortifié" selon les auteurs, et plusieurs églises.
Griffith dénombre au moins quatre églises à l'intérieur de l'enceinte fortifiée, l'une le long du mur occidental près du Nil (rivergate church), deux à proximité immédiate de la citadelle au nord et au sud-ouest, une quatrième dont il ne reste que blocs de pierres et briques occupait l'extrême sud-ouest de l'enceinte (great church). À ces églises étudiées par Griffith, il faut ajouter la cathédrale découverte par les archéologues polonais.
À l'extérieur, Mileham avait déjà étudié deux églises construites près d'un bras mort du Nil à un peu plus d'un kilomètre à l'ouest de l'enceinte fortifiée. Une autre église dont il ne reste que très peu de vestiges se situe à proximité du rocher d'Hathor.

### Période arabe
Les constructions de la période arabe (approximativement à partir du XVe siècle) restent difficiles à décrire. Une partie des habitations chrétiennes fut réutilisée et réaménagée. La citadelle au centre de l'enceinte fortifiée est rebâtie avec des blocs de pierre provenant des bâtiments chrétiens et méroïtiques, ses fortifications entourent un espace occupé par l'église du Nord-Ouest et le monastère. Au début des fouilles de l'équipe polonaise, en 1961, une partie de ses murs atteignait quatre mètres de haut, la citadelle comportait encore deux tours.

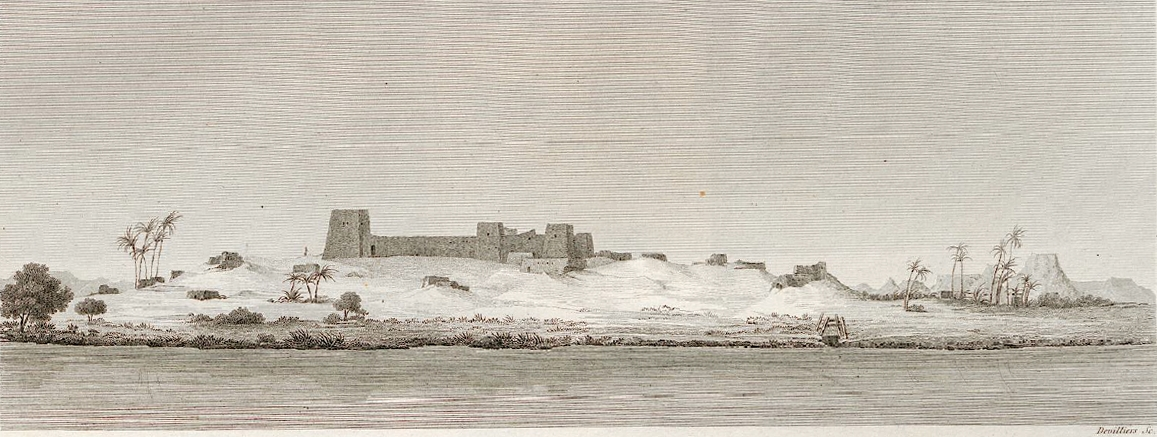
Forteresse de Faras (F. Gau, Antiquités de la Nubie, 1819)

## Cathédrale
La cathédrale de Faras est l’église nubienne la plus célèbre en raison de ses nombreuses fresques. 

### Histoire

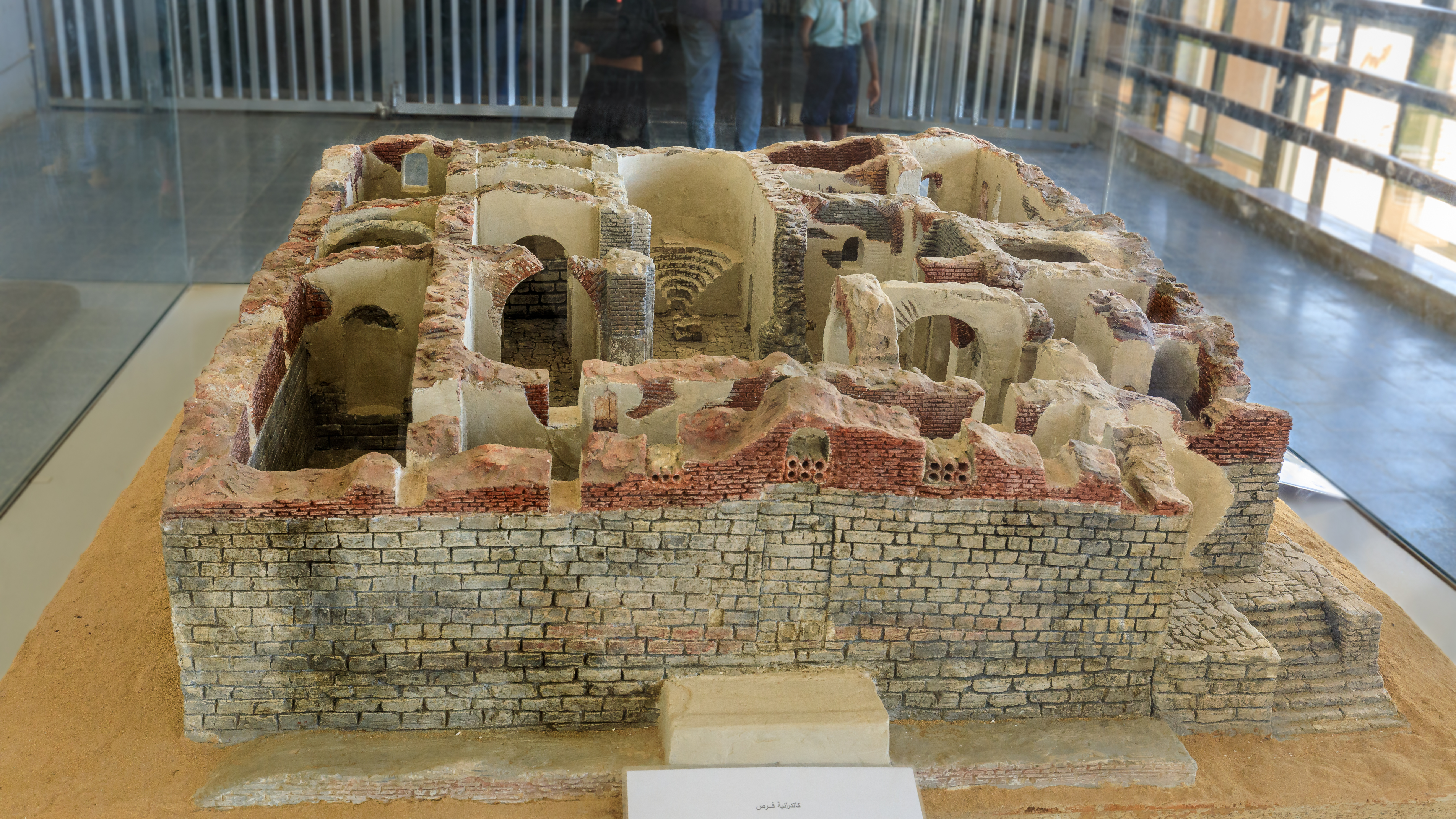
Maquette des vestiges de la cathédrale, telle qu'elle était lors des fouilles archéologiques de 1961.

La construction de la cathédrale dédiée à la Vierge et à saint Michel, a été réalisée en trois étapes. Le plus ancien bâtiment a été construit dans les années vingt du VIIe siècle sous l'évêque Aetios. Il s'agissait d'un bâtiment de 24,5 × 14,5 mètres avec trois nefs et une abside. Les piliers de l'église, l'espace dans les nefs et de nombreux éléments de décoration étaient en pierre.
L’an 11 du règne du roi Mercurios, en 707, cette église a été élargie à 24,5 × 24 m, avec l’établissement de chapelles latérales, l'intérieur de l'église étant en forme de croix. La partie inférieure des murs est désormais en pierres. La partie supérieure est composée de torchis, supportée par des colonnes de granit. On peut supposer que les colonnes de granit de l'église du Vieux Dongola servirent de modèle. Le premier programme de peintures murales est réalisé après cette rénovation effectuée à l'époque de l'évêque Paulos au VIIIe siècle.
Trente des peintures appartiennent à cette phase, ce sont les plus anciennes, leur style les rattache à l’Alexandrie hellénistique.

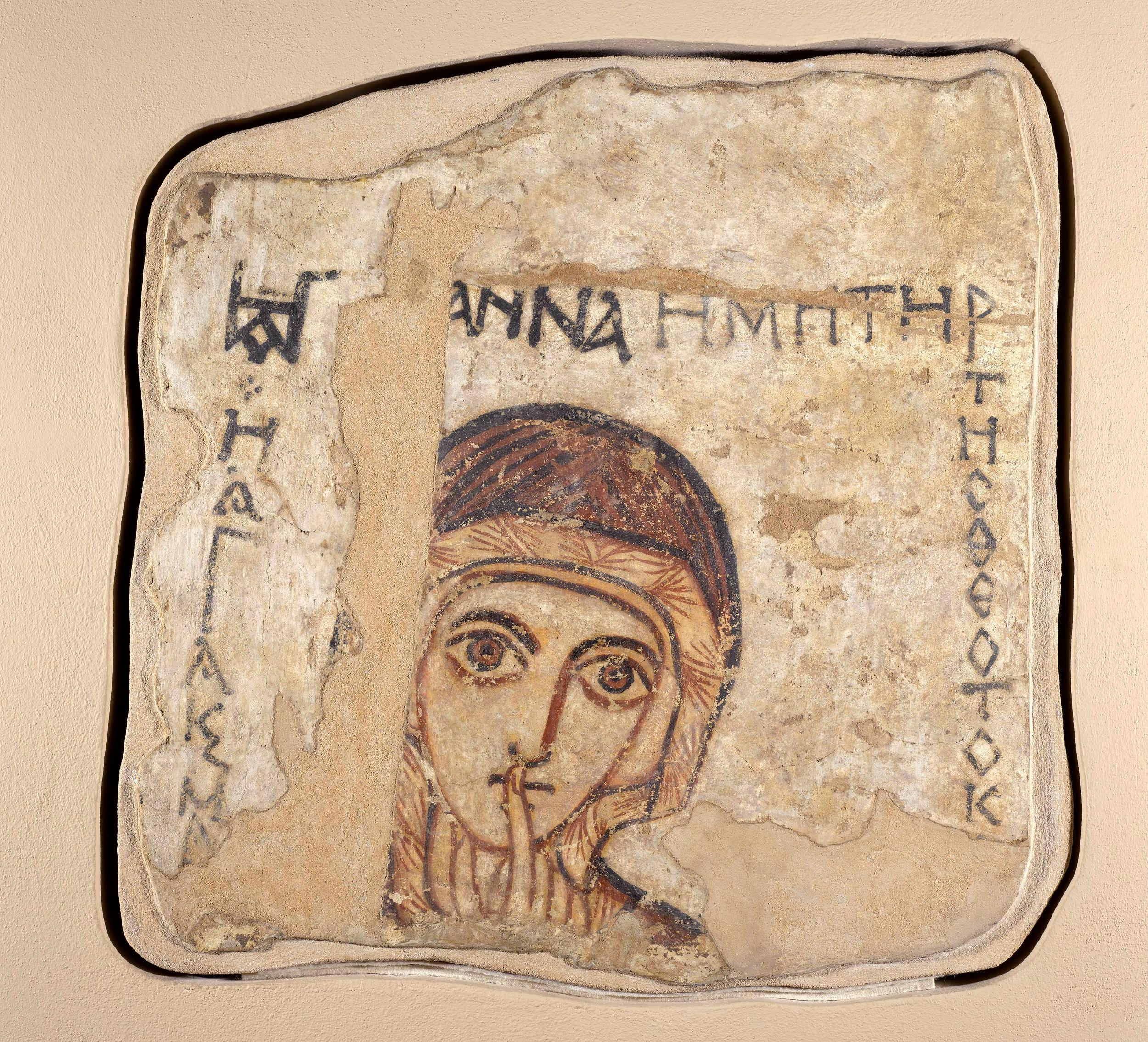
Sainte-Anne, peinture sur mur du VIIIe siècle, découverte à Faras, conservée au musée national de Varsovie.

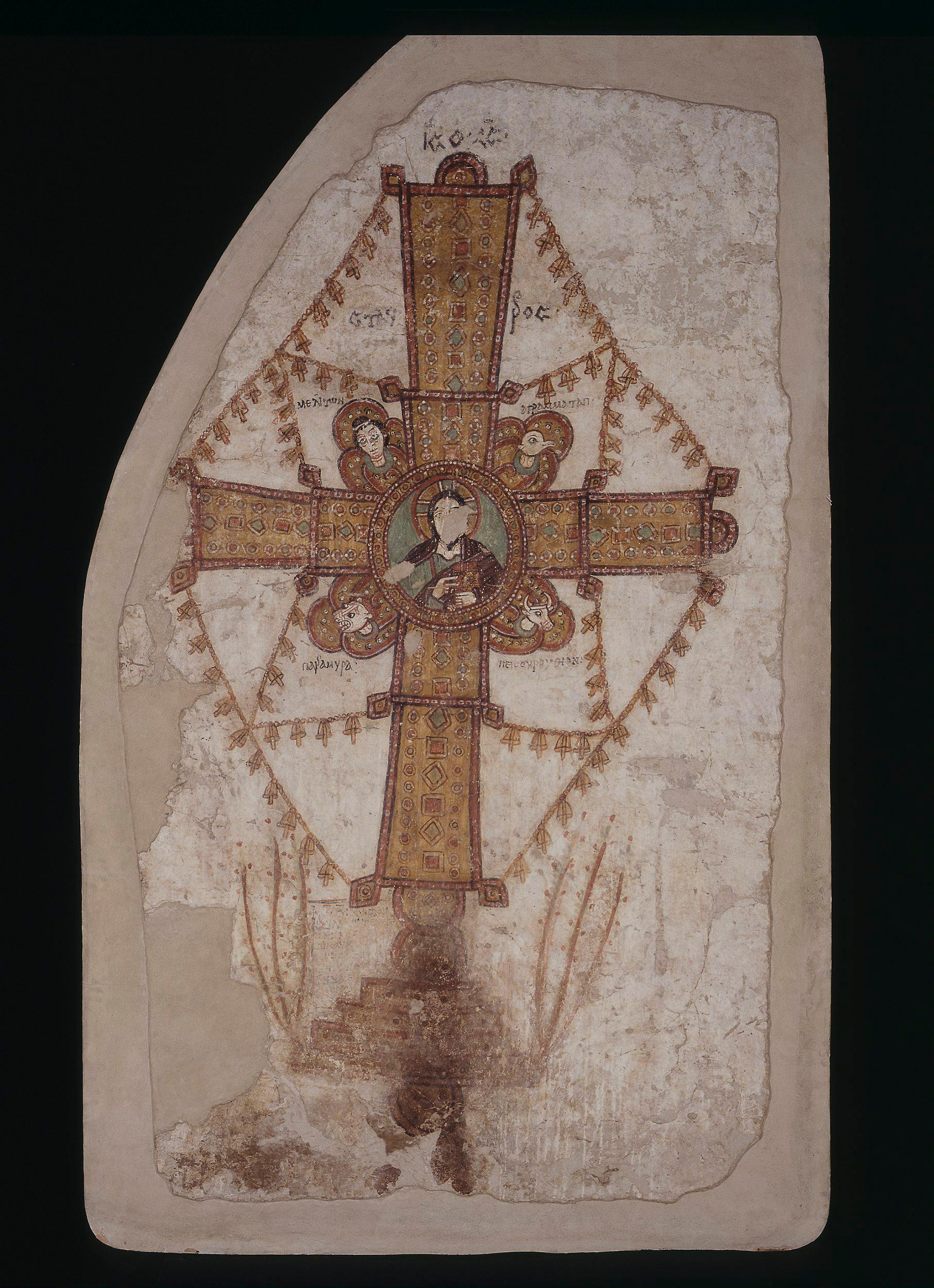

Au IXe siècle, les espaces laissés vides par ce premier programme sont complétés par une nouvelle série de peintures.
Au Xe siècle, les peintures de la première phase sont recouvertes par un enduit à la demande de l'évêque Kollouthos et un second programme décoratif est réalisé, on y devine l'influence de l'art de Syrie et de Palestine. 
La cathédrale est ensuite reconstruite sous l'épiscopat de Petros (974-997), l'église est transformée et le naos remodelé de manière exhaustive. Les colonnes de granit sont remplacées par des piliers de briques, le toit en bois par des coupoles.
Au tournant des Xe – XIe siècles, des peintres, appartenant à un atelier unique, se succèdent sous les épiscopats de Petros, Ioannes puis Marianos, ils auront réalisé un troisième programme de soixante peintures murales clairement inspirées de l'art byzantin. Elles sont très détaillées, les personnages y sont richement vêtus et accompagnés de nombreux attributs. Cette école de peinture sera répandue dans tout le royaume nubien. 
Au chœur de la cathédrale, une Croix comporte en son centre un buste du Christ en médaillon, il bénit de la main droite et tient un livre fermé de la main gauche. Il est escorté des Quatre Vivants, à savoir des symboles de l'homme, de l'aigle, du taureau et du lion, ce qui fait de cette peinture une Majesté crucis. Elle est gemmée et richement travaillée et comme plantée sur un socle à trois marches.
À la fin du XIIe siècle, les espaces laissés vides sont complétés par des peintures représentant des dignitaires protégés par des saints. Les dernières peintures datent du milieu du XIIIe siècle, les abords de la cathédrale commencent alors à être envahis par le sable, le sol atteint le bas des fenêtres et des escaliers sont installés pour descendre à l'intérieur de la cathédrale.
Au XIVe siècle, le siège épiscopal de Faras est déplacé à Qasr Ibrim où réside désormais l'évêque. L'église se détériore puis est finalement recouverte de sable. Une citadelle arabe sera construite au XVIIe siècle, au-dessus des ruines de la cathédrale.

## Églises de Faras

### Églises à l'ouest de Faras (Mileham)
Ces deux églises dénommées Northern Church et Southern Church par Mileham sont situées sur le coteau ouest dominant un ancien bras du Nil à une distance d'environ 1,5 km de l'enceinte fortifiée. Leur plan appartient aux types 2a ou 3a selon la classification d'Adams : une nef, longée de deux bas côtés, terminée par le haikal (sanctuaire) à l'est, deux sacristies au NE et au SE ne communiquant pas entre elles mais ouvertes sur le haikal ou sur les bas-côtés, trois pièces à l'ouest dont l'une est ouverte sur la nef, une deuxième comporte un escalier, la troisième s'ouvre sur le côté. Le haikal contient l'autel central ainsi que la tribune en forme de demi-cercle, la chaire est située le long du pilier NE de la nef. Nef et bas-côtés sont séparés par des arcades supportées par d'imposants piliers à base rectangulaire. Les entrées dans l'église se font au sud et au nord dans la moitié ouest de l'église.
Ces deux églises seraient du VIIe ou VIIIe siècle.

### Église au sud-ouest de l'enceinte
De cette église (nommée Great Church par Griffith), il ne restait que des vestiges : chapiteaux en grès (styles corinthien et ptolémaïque) et colonnes de granite.

### Église près du Nil
Griffith fouilla entièrement l'église située au Nord-Est de l'enceinte (Rivergate church). Elle mesure 18 × 12,5 m, ses murs s’élèvent encore à quatre mètres à l'époque des fouilles. Les entrées dans l'église, en arcades, renforcées par des pierres de taille, sont percées au nord et au sud. Les voûtes et le dôme ont entièrement disparu. De la plupart des peintures murales, il ne reste que la base. 
L'église a été en partie reconstruite suite probablement à l'écroulement du toit. De l'église originale subsistent les murs extérieurs, les piliers de l'arc triomphal, l'escalier de la chaire et la tribune. Le reste a été rebâti avec les décombres de l’effondrement à une époque non déterminée. L'église se subdivise en narthex, nef et bas côtés, haikal (sanctuaire) et pièces de sacristies. La pièce centrale du narthex prolonge la nef, pièces nord et sud s'ouvraient probablement sur la nef et la pièce sud devait comporter un escalier. Nef et bas-côtés sont séparés par des arcs portés par des piliers massifs. L'autel est en briques, la tribune en pierre de taille, elle forme un arc de cercle à quatre étage avec le siège de l'évêque au centre, rehaussé par une croix. Les entrées dans les deux pièces de sacristie se font par les bas-côtés, elles ne communiquent pas entre elles. Le plan de cette église se rattache aux types 2a ou 3a d'Adams.
Les murs de l'église étaient entièrement recouverts de peintures. Griffith en a réalisé un inventaire complet indiquant le thème traité et la position de la peinture dans l'église.

Reproduction de peintures murales de la Rivergate church (Griffith)
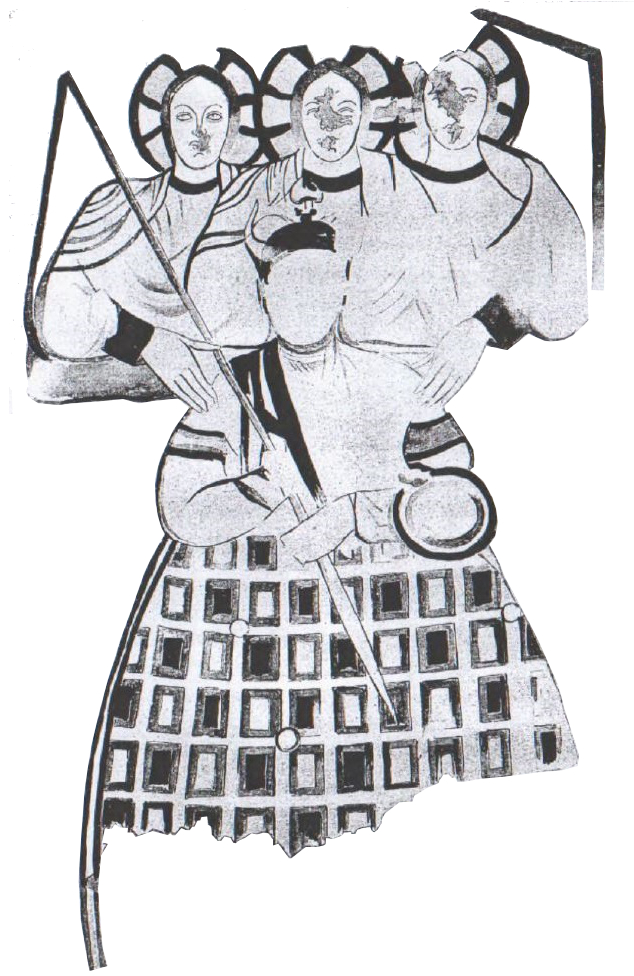
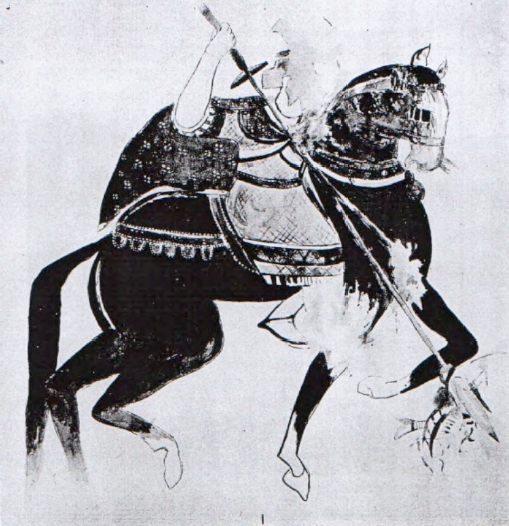
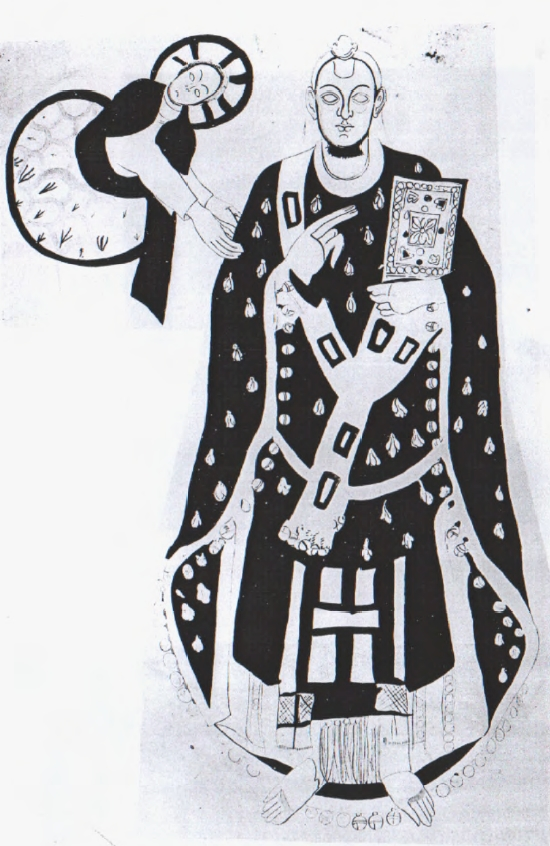

## Études et fouilles

### Études de Mileham
Durant deux saisons en 1908 et 1909, l'architecte Geoffrey S. Mileham participe à une expédition organisée par l'université de Pennsylvanie ; il y étudie les constructions chrétiennes de Basse Nubie dont la citadelle, et deux églises de Faras. Les résultats de son travail sont rassemblés dans l'ouvrage Churches in Lower Nubia de 1910.

### Fouilles archéologiques de Griffith
L'expédition organisée par l'université d'Oxford et conduite par Francis Llewellyn Griffith se déroule durant trois hivers au début des années 1910, les deux premiers hivers sont consacrés à la fouille de la citadelle de Faras et de ses environs proches. Les volumineux résultats de ces fouilles sont rassemblés dans plusieurs volumes des Annals of Archaeology and Anthropology de l'université de Liverpool. Les recherches entreprises permettent de révéler une histoire de Faras se déroulant de la période prédynastique à la période chrétienne.

### Fouilles de sauvetage (UNESCO)

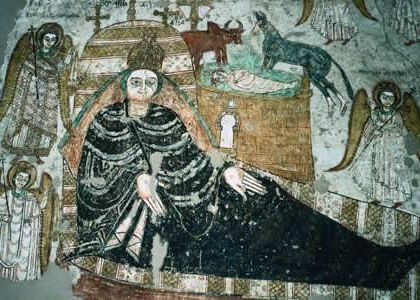
Fresque de la cathédrale.

En 1959, l'Égypte demande l'aide de l'UNESCO pour le sauvetage des temples de Nubie des eaux du lac Nasser.
En 1960 l'équipe des professeurs Kazimierz Michalowski, fondateur de la mission archéologique polonaise du Caire répond à cet appel, et de 1961 à 1964 cette équipe polonaise se consacre aux vestiges de cette cathédrale nubienne.
La cathédrale contenait cent soixante-neuf fresques (tempera sur plâtre sec) dont soixante-sept sont désormais conservées dans la collection du Musée national de Varsovie, créé tout exprès pour les accueillir et au musée de Khartoum.

### Sites externes
- (en) « The Faras Gallery. Treasures from the flooded desert », The collection of nubian art at the National Museum in Warsaw, sur artsandculture.google.com (consulté le 5 février 2021)

- (en) « Faras Gallery », sur mnw.art.pl (consulté le 5 février 2021)

- (en) « Faras », Polish Centre of Mediterranean Archaeology, University of Warsaw, sur pcma.uw.edu.pl (consulté le 5 février 2021)